# Kääriäisluoto
Kääriäisluoto är en ö i Finland. Den ligger i sjön Armisvesi och i kommunen Hankasalmi i den ekonomiska regionen  Jyväskylä ekonomiska region  och landskapet Mellersta Finland, i den centrala delen av landet, 270 km norr om huvudstaden Helsingfors. Öns area är 0,1 hektar och dess största längd är 50 meter i sydväst-nordöstlig riktning.